# Fyra (Magnus Lindgren-album)
Fyra från 2012 är ett musikalbum med Magnus Lindgren Quartet.

## Låtlista
Alla låtar är skrivna av Magnus Lindgren om inget annat anges.
1. Park Avenue – 6:54
2. Fyra – 5:22
3. Visa från Rättvik (trad) – 4:36
4. Chinatown Run – 6:32
5. Raval – 5:24
6. Monday Afternoon – 4:53
7. Istanbul – 5:48
8. Soho Blues – 5:47
9. I Just Can't Stop Loving You (Michael Jackson) – 5:57

## Medverkande
- Magnus Lindgren – saxofon, klarinett, flöjt
- Daniel Karlsson – piano (spår 1–5)
- Anke Helfrich – piano (spår 6–9)
- Palle Danielsson – bas
- Jonas Holgersson – trummor

## Mottagande
Skivan fick ett gott mottagande när den kom ut med ett genomsnitt på 4,2/5 baserat på fem recensioner.